# Mistrzostwa Europy w Kajakarstwie 2013
Mistrzostwa Europy w Kajakarstwie 2013 odbyły się w dniach 14–16 czerwca 2013 roku w portugalskim Montemor-o-Velho.

## Tabela medalowa
| Miejsce | Państwo         | Złoto | Srebro | Brąz | Razem |
| ------- | --------------- | ----- | ------ | ---- | ----- |
| 1       | Rosja           | 5     | 2      | 1    | 8     |
| 2       | Niemcy          | 4     | 5      | 4    | 13    |
| 3       | Węgry           | 4     | 3      | 5    | 12    |
| 4       | Polska          | 3     | 2      | 4    | 9     |
| 5       | Czechy          | 3     | 0      | 2    | 5     |
| 6       | Serbia          | 2     | 2      | 0    | 4     |
| 7       | Dania           | 2     | 1      | 1    | 4     |
| 8       | Białoruś        | 1     | 2      | 1    | 4     |
| 9       | Litwa           | 1     | 0      | 0    | 1     |
| 9       | Szwecja         | 1     | 0      | 0    | 1     |
| 11      | Portugalia      | 0     | 3      | 0    | 3     |
| 12      | Rumunia         | 0     | 2      | 4    | 6     |
| 13      | Francja         | 0     | 1      | 1    | 2     |
| 14      | Azerbejdżan     | 0     | 1      | 0    | 1     |
| 14      | Bułgaria        | 0     | 1      | 0    | 1     |
| 14      | Wielka Brytania | 0     | 1      | 0    | 1     |
| 17      | Ukraina         | 0     | 0      | 2    | 2     |
| 18      | Hiszpania       | 0     | 0      | 1    | 1     |
| Razem   | Razem           | 26    | 26     | 26   | 78    |

## Medaliści

### Mężczyźni

#### Kanadyjki
| Konkurencja | Złoto                                                                                      | Czas      | Srebro                                                                        | Czas      | Brąz                                                                              | Czas      |
| C-1 200 m   | Jevgenijus Šuklinas                                                                        | 41,676    | Valentin Demyanenko                                                           | 41,726    | Andriej Krajtor                                                                   | 42,136    |
| C-1 500 m   | Martin Fuksa                                                                               | 1:51,693  | Dzianis Haraża                                                                | 1:51,763  | Marcin Grzybowski                                                                 | 1:52,693  |
| C-1 1000 m  | Martin Fuksa                                                                               | 3:52,046  | Mathieu Goubel                                                                | 3:53,741  | Marcin Grzybowski                                                                 | 3:54,421  |
| C-1 5000 m  | Sebastian Brendel                                                                          | 22:57,583 | Marcin Grzybowski                                                             | 23:07,102 | Florin Comănici                                                                   | 23:16,729 |
| C-2 200 m   | Rosja · Aleksandr Kowalenko · Nikołaj Lipkin                                               | 37,364    | Białoruś · Dzmitryj Rabczanka · Alaksandr Wałczecki                           | 37,784    | Niemcy · Robert Nuck · Stefan Holtz                                               | 38,219    |
| C-2 500 m   | Rosja · Aleksiej Korowaszkow · Iwan Sztyl                                                  | 1:42,206  | Rumunia · Liviu Dumitrescu · Victor Mihalachi                                 | 1:44,771  | Polska · Tomasz Kaczor · Vincent Słomiński                                        | 1:45,426  |
| C-2 1000 m  | Rosja · Aleksiej Korowaszkow · Ilja Pierwuchin                                             | 3:33,548  | Węgry · Henrik Vasbányai · Róbert Mike                                        | 3:33,898  | Rumunia · Liviu Dumitrescu · Victor Mihalachi                                     | 3:36,453  |
| C-4 1000 m  | Białoruś · Dzmitryj Rabczanka · Dzianis Haraża · Dzmitryj Wajciszkin · Alaksandr Wałczecki | 3:23,773  | Rumunia · Florin Comănici · Gabriel Gheoca · Cătălin Costache · Iosif Chirilă | 3:24,498  | Ukraina · Witalij Werhełes · Denys Kowałenko · Denys Kameryłow · Eduard Szemetyło | 3:24,628  |

#### Kajaki
| Konkurencja | Złoto                                                            | Czas      | Srebro                                                                         | Czas      | Brąz                                                                 | Czas      |
| K-1 200 m   | Petter Öström                                                    | 35,217    | Marko Dragosavljević                                                           | 35,537    | Tom Liebscher                                                        | 35,742    |
| K-1 500 m   | René Holten Poulsen                                              | 1:41,506  | Miklós Dudás                                                                   | 1:42,496  | Max Hoff                                                             | 1:42,696  |
| K-1 1000 m  | René Holten Poulsen                                              | 3:27,225  | Max Hoff                                                                       | 3:28,435  | Josef Dostál                                                         | 3:28,910  |
| K-1 5000 m  | Max Hoff                                                         | 19:52,304 | Fernando Pimenta                                                               | 19:57,982 | René Holten Poulsen                                                  | 20:05,102 |
| K-2 200 m   | Rosja · Jurij Postrigaj · Aleksandr Djaczenko                    | 31,994    | Niemcy · Ronald Rauhe · Jonas Ems                                              | 32,564    | Francja · Sébastien Jouve · Maxime Beaumont                          | 32,654    |
| K-2 500 m   | Niemcy · Max Rendschmidt · Marcus Gross                          | 1:32,389  | Serbia · Simo Boltić · Marko Dragosavljević                                    | 1:33,089  | Polska · Paweł Szandrach · Mariusz Kujawski                          | 1:33,144  |
| K-2 1000 m  | Niemcy · Max Rendschmidt · Marcus Gross                          | 3:10,337  | Rosja · Ilja Miedwiediew · Anton Riachow                                       | 3:10,512  | Czechy · Daniel Havel · Jan Štěrba                                   | 3:11,687  |
| K-4 1000 m  | Czechy · Daniel Havel · Josef Dostál · Lukáš Trefil · Jan Štěrba | 2:55,806  | Portugalia · Fernando Pimenta · Emanuel Silva · João Ribeiro · David Fernandes | 2:56,856  | Węgry · Zoltán Kammerer · Tamás Kulifai · Dávid Tóth · Dániel Pauman | 2.57,711  |

### Kobiety

#### Kanadyjki
| Konkurencja | Złoto                                   | Czas     | Srebro                                         | Czas     | Brąz                                    | Czas     |
| C-1 200 m   | Marija Kazakowa                         | 51,709   | Stanilija Stamenowa                            | 51,814   | Kincső Takács                           | 52,469   |
| C-2 500 m   | Węgry · Zsanett Lakatos · Kincső Takács | 2:09,316 | Rosja · Natalja Marasanowa · Anastasija Ganina | 2:10,581 | Ukraina · Natalija Żyluk · Darja Motowa | 2:23,281 |

#### Kajaki
| Konkurencja | Złoto                                                               | Czas      | Srebro                                                                         | Czas      | Brąz                                                                                       | Czas      |
| K-1 200 m   | Marta Walczykiewicz                                                 | 42,549    | María Teresa Portela                                                           | 42,594    | Natasa Janics                                                                              | 42,809    |
| K-1 500 m   | Dalma Ružičić-Benedek                                               | 1:52,758  | Danuta Kozák                                                                   | 1:53,133  | Katrin Wagner-Augustin                                                                     | 1:53,698  |
| K-1 1000 m  | Dalma Ružičić-Benedek                                               | 3:54,225  | Henriette Hansen                                                               | 3:57,680  | Erika Medveczky                                                                            | 3:58,305  |
| K-1 5000 m  | Renáta Csay                                                         | 22:49,691 | Louisa Sawers                                                                  | 22:53,360 | Eva Barrios                                                                                | 23:07,192 |
| K-2 200 m   | Węgry · Katalin Kovács · Natasa Janics                              | 39,363    | Polska · Karolina Naja · Magdalena Krukowska                                   | 39,418    | Rumunia · Roxana Borha · Iuliana Țăran                                                     | 39,543    |
| K-2 500 m   | Polska · Karolina Naja · Beata Mikołajczyk                          | 1:44,674  | Niemcy · Franziska Weber · Tina Dietze                                         | 1:45,484  | Węgry · Katalin Kovács · Natasa Janics                                                     | 1:45,849  |
| K-2 1000 m  | Polska · Karolina Naja · Beata Mikołajczyk                          | 3:36,410  | Niemcy · Carolin Leonhardt · Conny Waßmuth                                     | 3:37,245  | Rumunia · Irina Lauric · Bianca Pleșca                                                     | 3:38,835  |
| K-4 500 m   | Węgry · Anna Kárász · Katalin Kovács · Danuta Kozák · Natasa Janics | 1:31,114  | Niemcy · Franziska Weber · Katrin Wagner-Augustin · Verena Hantl · Tina Dietze | 1:32,509  | Białoruś · Alaksandra Hryszyna · Wolha Chudzienka · Nadzieja Papok · Marharyta Ciszkiewicz | 1:32,524  |